# Мар'їнське газоконденсатне родовище
Мар'їнське газоконденсатне родовище — належить до Рябухинсько-Північно-Голубівського газоносного району Східного нафтогазоносного регіону України.

## Опис
Розташоване в Харківській області на відстані 25 км від м. Валки.
Знаходиться в півн. прибортовій зоні Дніпровсько-Донецької западини в межах південно-східної частини Високопільського виступу.
Підняття виявлене в 1982 р. У нижньокам'яновугільних відкладах структура являє собою брахіантикліналь субширотного простягання з чітко вираженим склепінням і перикліналями. Її розміри по ізогіпсі — 4700 м 2,5х1,5 м, амплітуда 100 м. Перший промисл. приплив газу отримано з інт. 4876-4880 м у 1987 р.
Поклади пластові, пов'язані з склепінчастими, тектонічно екранованими та літологічно обмеженими пастками. Режим покладів газовий та водонапірний. Запаси початкові видобувні категорій А+В+С1: газу — 710 млн. м³.